# Thelyphonus kraepelini
Espèce
Thelyphonus kraepelini est une espèce d'uropyges de la famille des Thelyphonidae.

## Distribution
Cette espèce est endémique de Sulawesi en Indonésie.

## Description
Thelyphonus kraepelini mesure de 30 à 37 mm.

## Étymologie
Cette espèce est nommée en l'honneur de Karl Matthias Friedrich Magnus Kraepelin.

## Publication originale
- Speijer, 1931 : Bemerkungen über Pedipalpi (Fortsetzung). Zoologische Mededelingen, vol. 14, p. 194-201 (texte intégral).